# Стадион Слободе
Стадион Слободе, који се налази у Свонзију у Велсу, је стадион за рагби и фудбал. Дом је најтрофејнијег велшког рагби тима Оспрејса и фудбалског тима Свонзија. Изградња овог стадиона је коштала 27 милиона фунти. Овај стадион користи и фудбалска репрезентација Велса. Стадион има капацитет од 20.937 седећих места.